# Gabriele Valle
Gabriele Valle (all'anagrafe Gabriel Fabrizio; Lima, 1968) è un filosofo e linguista peruviano di origini italiane.

## Biografia
Nasce a Lima da una famiglia di origini genovesi.
Grazie a una borsa di studio, nel 1989 frequenta un corso di letteratura italiana in Italia, all'Università degli studi di Genova. Si laurea in lettere e filosofia alla Pontificia Università Cattolica del Perù e all'Università di Trento.
Nel 1992, tornato a Lima, vince il secondo premio al concorso di traduzione panlatino indetto dall'Unione latina. Lavora come giornalista per tredici anni, iniziando al quotidiano Expreso; l'esperienza è breve ma rimane segnato dalle lezioni di Manuel D'Ornellas, allora direttore del giornale, sull'importanza di comunicare con una lingua trasparente e scorrevole. Passa poi al quotidiano El Comercio, dove si ferma a lungo e di cui dirige per due anni il supplemento culturale. Contemporaneamente lavora come traduttore pubblico per il Ministero degli esteri peruviano, prestando servizio anche all'ambasciata italiana.
Nel 2007 si trasferisce stabilmente in Italia, dove si occupa di filosofia del linguaggio, traduzione e dialettologia ispanica. Insegna all’Istituto accademico per interpreti e traduttori di Trento e scrive per l'Istituto Treccani.

## Itanglese
Nel suo rapporto con l'Italia, Valle ha dedicato una particolare attenzione al fenomeno dell'itanglese. Provenendo da un paese di lingua spagnola, nella quale la penetrazione degli anglicismi è molto minore che in italiano, e in cui i parlanti calcano o adattano con maggiore libertà i forestierismi, Valle ritiene che il grande uso degli anglicismi nell'italiano odierno sia un fenomeno anomalo e dannoso, manifestazione di un problema sociolinguistico che comporta un generale isterilimento della lingua. Le sue posizioni sono vicine al neopurismo di Migliorini e al purismo strutturale di Castellani, che ammettono i forestierismi, purché utili e adattati alle strutture (ortografiche e fonotattiche) della lingua ricevente.
Nel 2015 apre il sito Italiano Urgente, dedicato al tema; è invitato da Massimo Fanfani al Circolo linguistico di Firenze, e in televisione riceve le lodi di Francesco Sabatini, già presidente dell'Accademia della Crusca.
Nel 2016 pubblica i contenuti del sito in forma di libro. Al volume scrive la prefazione Tullio De Mauro, linguista di posizioni storicamente anglofile e minimizzatrici degli allarmi sul tema, ma via via moderatesi di fronte alla crescita sempre maggiore del fenomeno.
Alcune proposte traduttive di Valle
Nell'avanzare proposte per la traduzione degli anglicismi in italiano, Valle si rifà esplicitamente, nella maggior parte dei casi, al modello dello spagnolo.
| Anglicismo      | Proposta                                         | Note                                                                                              |
| --------------- | ------------------------------------------------ | ------------------------------------------------------------------------------------------------- |
| babysitter      | bambinaia, guardabimbi, canguro                  | canguro si usa con questo senso in spagnolo                                                       |
| coming out      | uscire dall'armadio                              | in spagnolo (e analogamente in altre lingue) salir del armario (salir significa 'uscire')         |
| disc jockey, DJ | pungidischi                                      | in spagnolo pinchadiscos                                                                          |
| food truck      | gastrofurgone                                    |                                                                                                   |
| okay, OK        | va bene, sta bene, sì, d’accordo, intesi, occhei |                                                                                                   |
| USA             | SS UU                                            | abbreviazione di Stati Uniti; in spagnolo EE. UU. (spesso EE UU senza i punti) per Estados Unidos |
| yankee          | gringo                                           | al plurale, gringhi                                                                               |

## Opere
- Gabriele Valle, L'esempio della sorella minore. Sulla questione degli anglicismi: l'italiano e lo spagnolo a confronto (PDF), in Studium, a. CIX, n. 5, ottobre–novembre 2013,  pp. 742-767. URL consultato il 16 maggio 2024.
- Gabriele Valle, Italiano urgente. 500 anglicismi tradotti in italiano sul modello dello spagnolo, prefazione di T. De Mauro, Trento, Reverdito, 2016, ISBN 978-88-342-0024-7.